# Project Gotham Racing 2
Project Gotham Racing 2 (souvent abrégé en PGR2) est un jeu vidéo de course de voiture sorti sur Xbox en 2003.
Il s'agit de la suite du jeu Project Gotham Racing.

## Système de jeu
Tout comme pour son prédécesseur, le passage de niveaux dans PGR2 est relativement différents des autres jeux du genre. Il s'agit ici d'une combinaison de rapidité pour accomplir le défi proposé et de collecte de points Kudos. Ces points sont gagnés selon les capacités de pilotage du joueur (tels que le dérapage contrôlé ou le dépassement d'autres véhicules).
Le jeu est compatible avec le système Xbox Live, permettant aux joueurs de s´affronter entre eux. Il fait partie des jeux compatibles avec la Xbox 360.

## Voitures
- AC Cobra
- Ariel Atom
- Ascari KZ1
- Aston Martin Vanquish
- Audi RS6 Avant
- Audi S4
- Audi TT Coupé et Roadster
- Bentley Continental GT
- BMW 645Ci
- BMW M3 E46
- BMW X5
- BMW Z4
- Cadillac XLR
- Caterham Seven Classic
- Chevrolet Camaro I et IV
- Chevrolet Corvette C2, C5 et C6
- Chevrolet SSR
- Datsun 240Z
- Delfino Feroce
- Dino 246 GT
- Dodge Challenger
- Dodge Ram SRT-10
- Dodge Viper GTS et SRT-10
- Ferrari 250 GTO
- Ferrari 250 Testa Rossa
- Ferrari 275 GTB
- Ferrari 288 GTO
- Ferrari 360 Challenge Stradale, Modena et Spider
- Ferrari 365 GTS/4
- Ferrari 550 Barchetta Pininfarina
- Ferrari 575M Maranello
- Ferrari 612 Scaglietti
- Ferrari Enzo
- Ferrari F355
- Ferrari F40
- Ferrari F50
- Ferrari Testarossa
- Ford F-150 SVT Lightning
- Ford Focus RS
- Ford GT
- Ford GT40
- Ford Mustang I et IV
- Honda Civic Type-R
- Honda Integra Type-R
- Honda NSX-R
- Honda S2000
- Jaguar Type E
- Jaguar XJ220
- Jaguar XKR
- Koenigsegg CC V8S
- Lancia Delta
- Lancia Stratos
- Lexus SC 430
- Lotus 340R
- Lotus Elise
- Lotus Esprit
- Lotus Exige
- Mazda MX-5
- Mazda RX-7
- Mazda RX-8
- Mercedes-Benz 300 SL
- Mercedes-Benz CLK GTR
- Mercedes-Benz ML55 AMG
- Mercedes-Benz SL55 AMG
- Mini Cooper S
- Mitsubishi 3000 GT
- Mitsubishi Lancer Evolution VII
- Morgan Aero 8
- Nissan 350Z
- Nissan Skyline GT-R (R34)
- Noble M12
- Pagani Zonda
- Pontiac Firebird Trans Am
- Pontiac GTO
- Porsche 356A Speedster
- Porsche 550 Spyder
- Porsche 911 Carrera RS (901)
- Porsche 911 (996)
- Porsche 911 GT1
- Porsche 911 GT2 (993 et 996)
- Porsche 911 GT3 (996)
- Porsche 911 Turbo (996)
- Porsche 959
- Porsche Boxster
- Porsche Carrera GT
- Porsche Cayenne Turbo
- Radical SR3
- Renault Clio V6
- Renault Spider
- Saleen S7
- Seat Leon
- Subaru Impreza WRX STI et 22B-STI
- Toyota 2000 GT
- Toyota MR2
- Toyota Supra
- Trident Iceni
- TVR Cerbera Speed 12
- TVR Tamora
- TVR Tuscan
- Vauxhall VX220
- Volkswagen Golf IV R32
- Volkswagen New Beetle RSI
- Volkswagen W12 Nardo
- Volvo XC90

## Circuits
- Barcelone
- Chicago
- Édimbourg
- Florence
- Hong Kong
- Long Beach
- Moscou
- Nürburgring
- Paris
- Stockholm
- Sydney
- Washington DC
- Yokohama